# Aedes caspius
Aedes caspius é um espécie de mosquito do género Aedes, pertencente à família Culicidae.